# فرودگاه شهری کروکستون
فرودگاه شهری کروکستون (به انگلیسی: Crookston Municipal Airport) (به زبان بومی: Kirkwood Field) یک فرودگاه همگانی بهره‌برداری هوایی با کد یاتا CKN است که یک باند فرود آسفالت دارد و طول باند آن ۱۳۱۱ متر است. این فرودگاه در شهر کروکستون، مینه‌سوتا کشور ایالات متحده آمریکا قرار دارد و در ارتفاع ۲۷۴ متری از سطح دریا واقع شده‌است.